# Lipinia occidentalis
Espèce
Lipinia occidentalis est une espèce de sauriens de la famille des Scincidae.

## Répartition
Cette espèce est endémique de Papouasie-Nouvelle-Guinée.

## Publication originale
- Günther, 2000 : In alten Sammlungen aus Neuguinea entdeckt: Zwei neue Arten der Gattung Lipinia (Squamata: Scincidae). Salamandra, vol. 36, no 3, p. 157-174.